# 苫小牧市
苫小牧市（日语：／ Tomakomai shi */?）是位於日本北海道西南部的市，距離首府札幌市約90分鐘車程。其與室蘭市並列為北海道具代表性的工業都市、企業城市及港埠都市。苫小牧市擁有豐富的水和木材資源，因此明治時期起發展造紙業。目前每年的報紙用紙產量約有120噸，佔全日本的30%。其中王子製紙苫小牧工場是全世界報紙產量最大的工廠之一，因此苫小牧有「紙的城市」之稱。造紙工廠的紅白煙囪更被稱為「王子的煙囪」，成為當地的象徵。
在日本經濟高速成長期時，由於政府在苫小牧市興建世界上第一個內陸挖掘式港口苫小牧港、加上有道央自動車道經過，並緊臨新千歲機場，因此當地成為綜合工業區，並設有大量的工業基地。苫小牧港的貨物吞吐量位居日本全國第四，國內貿易的貨物吞吐量則位居日本第一。苫小牧的東部區域擁有世界上最大的地上油罐戰備儲油設施之一。
苫小牧市雖然為工業城市，但仍保有豐富的自然資源。屬於活火山的樽前山位於該市與千歲市的交界處。境內東部為日本第一個鳥類保護區，以及被指定為國家鳥類保護區和拉姆薩爾濕地的宇都內湖。根據2022年的資料統計，當地的北寄貝的漁獲量佔全日本總產量的15%。
市名源自阿伊努語的「to-mak-oma-i」，意思是沼澤內的河。過去的苫小牧川在阿伊努語中稱為「mak-oma-i」，意思為進入深山的河川，而苫小牧川在通過沼澤的地方則是加上阿伊努語中有沼澤意義的「to」，因此就成為「to-mak-oma-i」。

## 人口
| 苫小牧市人口分布圖 |                                                 |  |
| 苫小牧市與日本全國年齡別人口分布比較圖 （2005年資料） | 苫小牧市的年齡、男女別人口分布圖 （2005年資料） |  |
| ■紫色是苫小牧市 ■綠色是全国 | ■藍色是男性 ■紅色是女性                         |  |
| 苫小牧市人口變化 \| 1970年 \| 101,573人 \| \| \| 1975年 \| 132,477人 \| \| \| 1980年 \| 151,967人 \| \| \| 1985年 \| 158,061人 \| \| \| 1990年 \| 160,118人 \| \| \| 1995年 \| 169,328人 \| \| \| 2000年 \| 172,086人 \| \| \| 2005年 \| 172,758人 \| \| \| 2010年 \| 173,406人 \| \| \| 2015年 \| 172,737人 \| \| \| 2020年 \| 170,113人 \| \| |                                                 |  |
| 資料來源：日本總務省統計中心提供之人口普查數據 |                                                 |  |
| 1970年 | 101,573人                                       |  |
| 1975年 | 132,477人                                       |  |
| 1980年 | 151,967人                                       |  |
| 1985年 | 158,061人                                       |  |
| 1990年 | 160,118人                                       |  |
| 1995年 | 169,328人                                       |  |
| 2000年 | 172,086人                                       |  |
| 2005年 | 172,758人                                       |  |
| 2010年 | 173,406人                                       |  |
| 2015年 | 172,737人                                       |  |
| 2020年 | 170,113人                                       |  |

## 歷史
- 1799年：設置勇拂會所。[12]
- 1800年：八王子千人同心（日语：八王子千人同心）從武藏國多摩郡八王子（現在的東京都八王子市）派遣約100人北海道勇拂地區進行防衛工作及開墾。[13]
- 1870年：高知藩派遣70餘人至勇拂、千歲進行開墾。
- 1873年9月27日：勇拂郡開拓使出張所改遷移至苫細（現在的苫小牧）。
- 1874年8月20日：苫細改名為苫小牧。
- 1880年：設置勇拂外5郡役所（勇拂郡、白老郡、千歲郡、沙流郡、新冠郡、靜內郡）於苫小牧村。
- 1889年：在苫小牧村設置苫小牧外15村戶長役場。
- 1902年4月1日：樽前村、覺生村、錦多峰村、小糸魚村、苫小牧村、勇拂村、植苗村合併為苫小牧村，並成為北海道二級村。
- 1910年：王子製紙苫小牧工場開始營運。
- 1918年1月1日：改制為苫小牧町，並成為北海道二級町。
- 1919年4月1日：成為北海道一級町。
- 1948年4月1日：改制為苫小牧市。
- 1981年：苫小牧港升格為特定重要港灣。
- 1982年10月：第13回國勢調查結果，苫小牧市人口超過室蘭市，成為膽振支廳內最大城市。
- 2004年3月：人口超越帶廣市，成為北海道第五大城，次於札幌市、旭川市、函館市、釧路市。

## 產業
苫小牧港的飼料、肥料輸入輸入量佔了全北海道的39%，紙和紙漿的輸出量則佔了44%。在此設廠的主要產業包括：
製紙業
- 王子製紙苫小牧工場
- 日本製紙勇拂工場
- 王子Nepia苫小牧工場

汽車零件製造業
- 五十鈴引擎製造北海道公司
- 豐田汽車北海道公司
- 愛信精機北海道株式會社

鑛工業
- 石油資源開發（勇拂天然氣田）
- 出光興產北海道製油所

## 交通

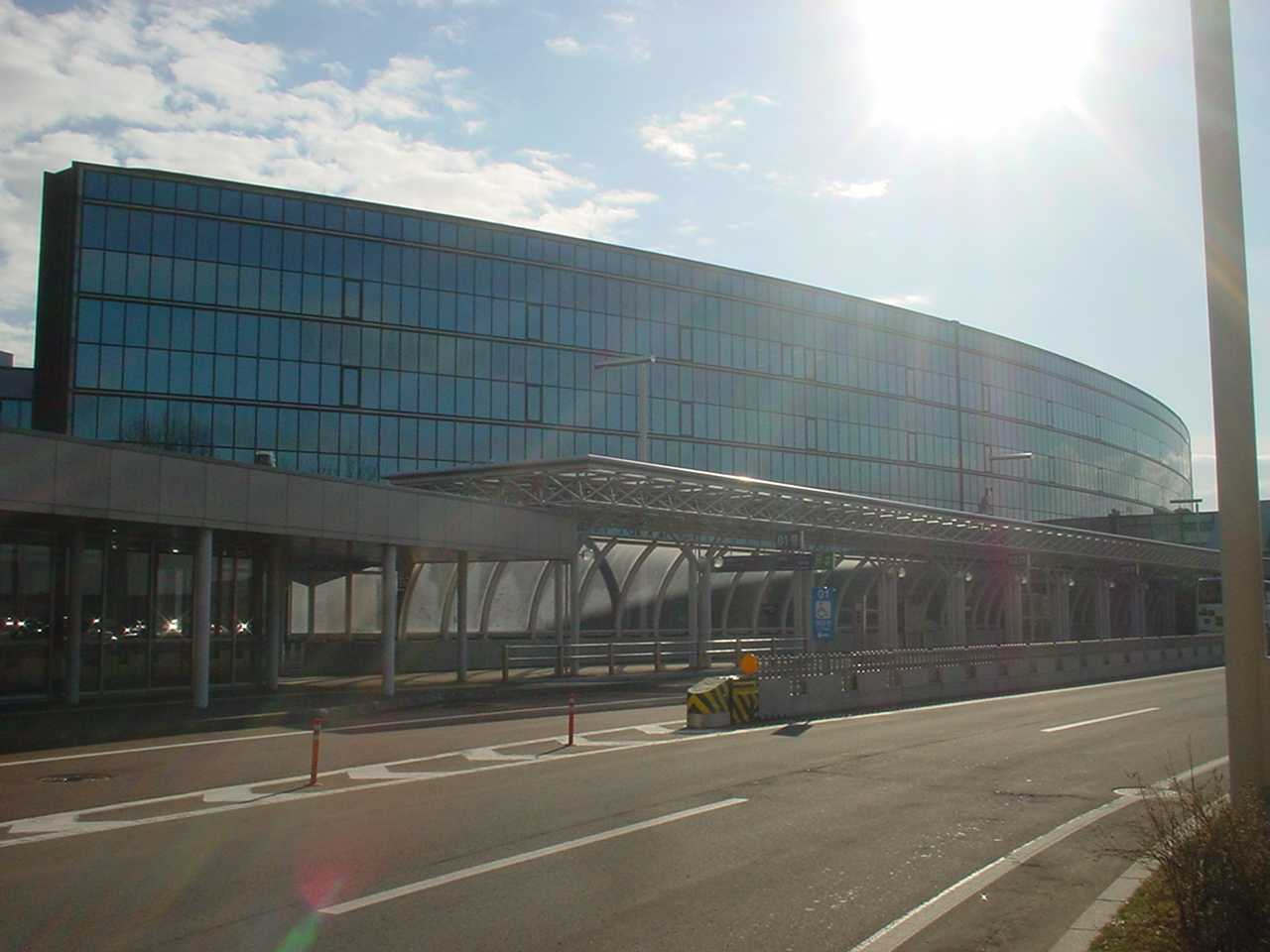
新千歲機場

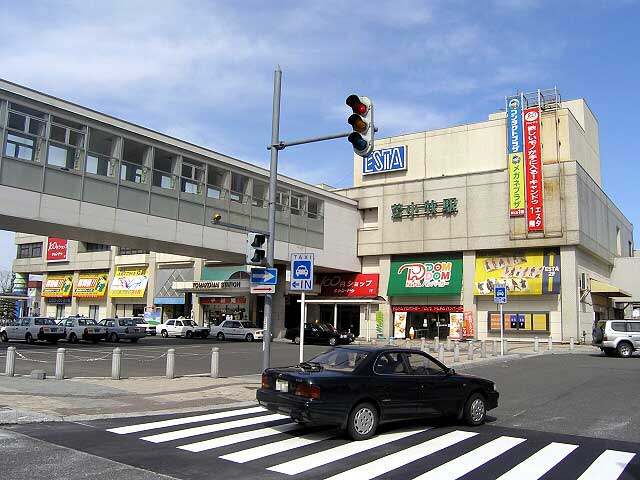
苫小牧車站南側出口

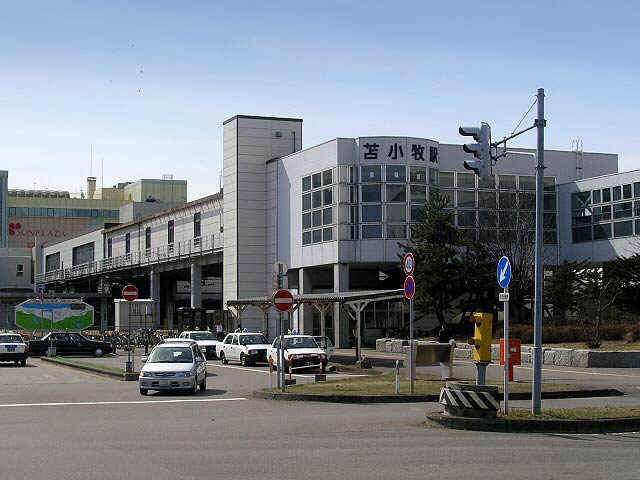
苫小牧車站北側出口

### 機場
- 新千歲機場：位於千歲市和苫小牧市邊界，部份區域位於苫小牧市轄區。

### 鐵路
- 北海道旅客鐵道
  - 室蘭本線：錦岡車站 - 糸井車站 - 青葉車站 - 苫小牧車站 - 沼之端車站
  - 千歲線：沼之端車站 - 植苗車站
  - 日高本線：苫小牧車站 - 勇拂車站
- 苫小牧港開發鐵道部（1968年～2001年）
  - 臨海鐵路：港南車站 - 石油埠頭車站
- 王子製紙輕便鐵路（1908年～1951年）
  - 苫小牧-烏柵舞間本線（山線）
  - 苫小牧工場-苫小牧海岸間採砂線（海岸線）
  - 連絡線、坊主山線

### 航運
- 苫小牧港西港
  - 川崎近海汽船：往八戶港
  - 商船三井渡輪：往大洗港
  - 太平洋渡輪：往仙台港～名古屋港
- 苫小牧港東港
  - 新日本海渡輪：往秋田港～新潟港～敦賀港

### 道路
高速道路
- 道央自動車道：樽前休息區 - 苫小牧西交流道 - 苫小牧中央交流道 - 苫小牧東交流道　- 美澤休息區
- 日高自動車道：苫小牧東交流道 - 沼之端西交流道 - 沼之端東交流道 - 苫東中央交流道
  - 苫小牧東交流道
  - 沼之端西交流道
  - 沼之端東交流道
  - 苫東中央交流道

一般國道
- 國道36號（室蘭街道）
- 國道234號（早來國道
- 國道235號（浦河國道）
- 國道276號（樽前國道）
- 國道453號

主要地方道
- 北海道道10號千歲鵡川線
- 北海道道16號支笏湖公園線
- 北海道道19號苫小牧停車場線
- 北海道道91號苫小牧東內部線
- 北海道道129號靜川美澤線
- 北海道道130號新千歲空港線
- 北海道道141號樽前錦岡線

道道
- 北海道道259號上厚真苫小牧線
- 北海道道781號苫小牧環狀線

### 巴士
- 道南巴士：市內路線、往札幌、新千歲機場空港、登別、平取～浦河方向
- 北海道中央巴士：高速苫小牧號
- 厚真巴士：往早來～厚真方向

## 觀光景點
| - 宇都內湖 - 錦大沼公園 - 樽前峽谷 - 丸山遠見 - 口無沼 - 苫小牧市博物館 - 苫小牧市科學中心 - 白鳥體育場 - 靜川遺跡 - 開拓使三角測量勇拂基準點 - 北海道大學苫小牧地方研究林 - 勇武津資料館 - 綠丘公園 - 支笏洞爺國立公園 - 佛寶寺 - 白樺溫泉 - 樽前溫泉 | - 苫小牧滑冰祭（每年2月） - 綠丘公園祭（每年5月） - 樽前山神社例大祭（每年7月） - 苫小牧港祭（每年8月） - 紙慶典（每年9月上旬） - 山線祭（每年9月中旬） - 北海道大學苫小牧研究林森林記念館（舊標本貯蔵室）（國指定登陸有形文化財） - 靜川遺跡（國指定史跡） - 阿伊努丸木舟及推進具（北海道指定有形文化財）：現為苫小牧市博物館藏 - 開拓使三角測量勇拂基準點（北海道指定史跡） - 樽前山熔岩圓頂丘（北海道指定天然記念物） |

## 教育

### 大學、短期大學
| - 苫小牧駒澤大學 | - 北海道大學 - 苫小牧研究林 - 低溫科學研究所凍上觀測室 |

### 高等專門學校
- 苫小牧工業高等專門學校 （页面存档备份，存于）

### 高等學校
| - 道立 - 道立北海道苫小牧東高等學校 （页面存档备份，存于） - 道立北海道苫小牧南高等學校 （页面存档备份，存于） - 道立北海道苫小牧西高等學校 （页面存档备份，存于） - 道立北海道苫小牧工業高等學校 （页面存档备份，存于） - 道立北海道苫小牧綜合經濟高等學校 （页面存档备份，存于） | - 私立 - 私立駒澤大学附屬苫小牧高等學校 （页面存档备份，存于） - 私立苫小牧中央高等學校 （页面存档备份，存于） - 私立苫小牧高等商業學校 （页面存档备份，存于） |

### 中學校
| - 苫小牧市立明野中學校 - 苫小牧市立植苗中學校 - 苫小牧市立開成中學校 - 苫小牧市立啓北中學校 - 苫小牧市立啟北中學校山那美分校 - 苫小牧市立青翔中學校（預定2009年度開始招生） | - 苫小牧市立啟明中學校 - 苫小牧市立光洋中學校 - 苫小牧市立沼之端中學校 - 苫小牧市立苫小牧東中學校 - 苫小牧市立明倫中學校 | - 苫小牧市立彌生中學校 - 苫小牧市立勇拂中學校 - 苫小牧市立凌雲中學校 - 苫小牧市立綠陵中學校 - 小牧市立和光中學校 |

### 小學校
| - 苫小牧市立明野小學校 - 苫小牧市立泉野小學校 - 苫小牧市立糸井小學校 - 苫小牧市立植苗小學校 - 苫小牧市立清水小學校 - 苫小牧市立澄川小學校 - 苫小牧市立大成小學校 - 苫小牧市立拓勇小學校 | - 苫小牧市立樽前小學校 - 苫小牧市立豐川小學校 - 苫小牧市立苫小牧西小學校 - 苫小牧市立錦岡小學校 - 苫小牧市立日新小學校 - 苫小牧市立沼之端小學校 - 苫小牧市立苫小牧東小學校 - 苫小牧市立北星小學校 | - 苫小牧市立北光小學校 - 苫小牧市立美園小學校 - 苫小牧市立綠小學校 - 苫小牧市立明德小學校 - 苫小牧市立勇拂小學校 - 苫小牧市立若草小學校 - 苫小牧市立宇都內小學校 |

### 體育之城
市內盛行競速滑冰和冰球，有許多滑冰場和冰球隊。當地的駒澤大學附屬苫小牧高等學校先後在2004年、2005年的夏季甲子園連續取得優勝（冠軍），並於2006年獲得準優勝（亞軍），也是目前北海道唯一曾經獲得甲子園優勝的學校。

## 姊妹市・友好都市

### 日本
- 八王子市（東京都）：於1973年8月10日與清水市締結姊妹都市。[15]
- 日光市（栃木縣）：於1982年4月16日與清水市締結姊妹都市。

### 海外
- 內皮爾（紐西蘭 豪克斯灣）：於1980年4月22日締結姊妹都市。
- 秦皇島市（中華人民共和國 河北省）：於1998年9月10日締結友好都市。

## 本地出身的名人
| - 岩倉博文：政治家 - 五十嵐紀男：前東京地方檢查署特捜部長 - 吉野準：前日本警視總監 - 木元教子：評論家 - 工藤榮一：動畫監督 - 三上慎也：動畫監督 - 矢嶋佑：動畫監督 - 唐部太郎：作家 - 成田洋治：演出家 - 前田弘信：劇作家 - 篠有紀子：漫畫家 - 泉野明：漫畫主角 - 三部敬：漫畫家 | - 府元晶：遊戲作者 - 柴田誠也：職業棒球選手 - 梅村禮：桌球選手 - 鈴木惠一：競速滑冰 - 岩本裕司：競速滑冰選手 - 櫻井邦彥：競速滑冰選手 - 山縣優：職業摔角 - 佐野巧真：職業摔角 - 高西翔太：職業摔角 - 藤澤和雄：賽馬馴馬師 - 丹羽孝希：桌球選手 - 伊藤多喜雄：民謠歌手 - 小笠原千秋：爵士樂歌手 - 堀江淳：歌手 - 松村和子：歌手 - 堀內沙織：創作歌手 - SHOKICHI：藝術家・表演者、(現EXILE、前J Soul Brothers) |

## 外部連結
行政
- 北海道苫小牧市 （页面存档备份，存于）
- 苫小牧市役所的Facebook專頁
- YouTube上的苫小牧市役所頻道

産業
- 苫小牧市 企業立地ガイド （页面存档备份，存于）
- 苫小牧商工会議所 （页面存档备份，存于）

観光
- 苫小牧観光協会 （页面存档备份，存于）
- 苫小牧観光協会的Facebook專頁